# Walter Mengler
Walter Mengler (* 26. November 1952; † 31. Oktober 2016 in Aachen) war ein deutscher Cellist und Musikpädagoge.

## Leben und Wirken
Nach seiner Schulzeit studierte Mengler Violoncello an der Hochschule für Musik Detmold und Pädagogik an der Folkwang Universität der Künste in Essen. 1978 erhielt er eine feste Anstellung im Sinfonieorchester Aachen, wo er bis September 2016 neben seinen Konzertauftritten als Vorspieler für die Violoncello-Gruppe des Orchesters zuständig war. Zudem widmete sich Mengler verstärkt der Kammermusik. Darüber hinaus übernahm er eine Dozententätigkeit für Fachdidaktik an der Hochschule für Musik und Tanz Köln, Abteilung Aachen und zuletzt in der Zentrale Köln. Außerdem hielt Mengler zahlreiche Vorträge zu künstlerischen und didaktischen Themen des Musizierens, unter anderem bei der European String Teacher Association (ESTA), deren Präsident er in seinen letzten Lebensjahren war, und der Deutschen Gesellschaft für Musikphysiologie und Musikermedizin.
Walter Mengler, der selbst Linkshänder war und dennoch als sechsjähriger das Cellospiel für Rechtshänder lernen musste, setzte sich seit vielen Jahren verstärkt für das Cellospiel für Linkshänder ein. Dazu verfasste er als einer der Ersten in Deutschland ein 168 Seiten starkes Studienbuch, in dem er sich mit dem psychologischen und motorischen Konflikt einer zur eigenen Veranlagung konträren Musikerziehung beschäftigt, bietet Lösungsmöglichkeiten für alle Instrumentengruppen zur eventuellen „Umerziehung“ zur hauptmotorischen Seite an und stellt die technischen Möglichkeiten der Instrumente sowie mögliche Veränderungen an diesen vor. Zudem wurde er speziell zu diesem Thema bundesweit und im benachbarten Ausland zu Vorträgen und Diskussionsrunden eingeladen, darunter dem 1. Deutschen Symposium Linkshändigkeit & Musik im September 2005 in Hamburg.
Im Jahr 1996 gründete Mengler zusammen mit dem ehemaligen Aachener Kapellmeister Jeremy Hulin das Jugendsinfonieorchester Aachen (JSA) und war seitdem hauptsächlich als Organisator für dieses Orchester tätig. In nunmehr 20 Jahren konnten dadurch im JSA bis zum Jubiläumskonzert 2016 zahlreiche junge Musiker und Musikerinnen im Alter von 10 bis 20 Jahren ihre ersten großen Auftritte im In- und Ausland in einem großen Orchester mit anspruchsvoller klassischer Musik erfahren.
Im Oktober 2016 verstarb Walter Mengler nach kurzer schwerer Krankheit und hinterließ seine Frau und drei Kinder. Er fand seine letzte Ruhestätte auf dem Aachener Westfriedhof.

## Werk (Auswahl)

### Publikation
- Musizieren mit links: linkshändiges Instrumentalspiel in Theorie und Praxis. Schott Verlag, 2010, ISBN 978-3-7957-8745-5.

### Kompositionen
- Mit dem Cello auf Entdeckungsreise: die andere Celloschule. Bosworth Verlag, [vermutlich digital] ISBN 978-3-936026-08-5.
  - Band 1, 1995;
  - Band 2, 1996;
  - Band 3, 1998;
- Cellotechnik von Anfang an: 99 zirkusreife Übungen in der 1. Lage. Bosworth Verlag, 2000;
- Réminiscences à „Robert le diable“ von Jacques Offenbach. Neu gesetzt von Walter Mengler. G. Ricordi, München 1997;
- Fantaisies faciles: für Violoncello und Klavier von Jacques Offenbach, neu gesetzt von W. Mengler. Bosworth Verlag, 2000;
- 10 etudes mélodiques: for violoncello; (violoncello 2 ad lib.); opus 57 von Friedrich August Kummer der Jüngere. Neu gesetzt von W. Mengler. Schott 2010;
- In aller Frühe op. 126a von Alexander Tichonowitsch Gretschaninow. Neu gesetzt für Cello und Klavier von W. Mengler. Schott;
- Jedem Kind ein Instrument – Geige, mit Agnes Stein-Kaminski. Schott, 2012, ISBN 978-3-7957-4587-5.
- Jedem Kind ein Instrument – Cello, mit Agnes Stein-Kaminski. Schott, 2013, ISBN 978-3-7957-4612-4.
- Jedem Kind ein Instrument – Bratsche, mit Agnes Stein-Kaminski. Schott, 2013, ISBN 978-3-7957-4618-6.
- Jedem Kind ein Instrument – Kontrabass, mit Agnes Stein-Kaminski. Schott, 2014, ISBN 978-3-7957-4620-9.
- Leichte Cello-Etüden, mit Holger Best. Schott 2015;
- Fit in 15 Minuten – Warms-ups und Basisübungen. Schott, 2015, ISBN 978-3-7957-4799-2.